# 角田南見
角田 南見（つのだ みなみ、2004年2月16日 - ）は、日本の元女子バレーボール選手である。

## 来歴
三重県多気郡出身。友人の影響で小学3年生からバレーボールを始めた。
三重高等学校を経て、2021-22シーズン、V.LEAGUE DIVISION2 WOMEN（V2女子）に所属するプレステージ・インターナショナルアランマーレの内定選手となった。
2022年、高校卒業後に、プレステージ・インターナショナルアランマーレに入団した。入団1シーズン目となる2022-23シーズンにV2女子の試合に出場し、Vリーグデビューを果たした。チームはV2女子優勝、V1昇格を果たした。
2023-24シーズン、V1女子の試合に出場し、V1デビューを果たした。
2024年、アランマーレを退団し現役引退。

## 所属チーム
- 三重高等学校（2019-2022年）
- プレステージ・インターナショナルアランマーレ（2022-2024年）